# Palaeorhiza pernigra
Palaeorhiza pernigra är en biart som beskrevs av Hirashima 1978. Palaeorhiza pernigra ingår i släktet Palaeorhiza och familjen korttungebin. Inga underarter finns listade i Catalogue of Life.